# 都竹通年雄
都竹 通年雄（つづく つねお、1920年3月28日 - 1984年8月2日）は、日本の日本語学者。専門は方言学。岐阜県益田郡萩原町（現：下呂市）生まれ。

## 略歴
法政大学卒業。1974年旧東京都立大学大学院修士課程修了。武蔵大学講師を経て、 1980年富山大学教授に就任。

## 著書・論文
- 都竹通年雄（1941）『飛騨萩原方言に於ける動詞と形容詞との活用』 日本方言学会
- 都竹通年雄（1949）「日本語の方言区分けと新潟県方言」『季刊国語 第3巻』 群馬国語文化研究所
- 都竹通年雄（1955）『奈良県北部方言覚書』 近畿方言学会
- 都竹通年雄（1957）『文字教育』 春秋社
- 日本方言研究会編（1957）『日本の方言区画』 東京堂
  - 都竹通年雄「全国の方言区分けのための項目表の案」
- 徳川宗賢編（1969）『方言研究のすべて』 至文堂
  - 都竹通年雄「方言録音資料の作り方」
- 平山輝男博士還暦記念会編（1970）『方言研究の問題点』 明治書院
  - 都竹通年雄「「本土方言の音韻研究」
- 近代語学会編（1974）『近代語研究 第1集』 武蔵野書院
  - 都竹通年雄「「お行きる」という言い方の歴史と分布」
- 近代語学会編（1977）『近代語研究 第2集』 武蔵野書院
  - 都竹通年雄「アウ・オウからオーへ」
- 近代語学会編（1977）『近代語研究 第5集』 武蔵野書院
  - 都竹通年雄「幸若舞曲の国語史資料としての価値」
- 日本語語源研究会編（1986）『語源探求』 明治書院
  - 都竹通年雄「語源随想抄」
- 都竹通年雄（1994）『都竹通年雄著作集1 音韻・方言研究編』 ひつじ書房
- 都竹通年雄（1996）『都竹通年雄著作集2 文法研究編』 ひつじ書房